# Christos Afroudakis
Christos Afroudakis (grekiska: Χρήστος Αφρουδάκης), född 23 maj 1984 i Aten, är en grekisk vattenpolospelare. Han ingick i Greklands landslag vid olympiska sommarspelen 2004, 2008 och 2012.
Afroudakis spelade sju matcher i herrarnas vattenpoloturnering i samband med de olympiska vattenpolotävlingarna 2004 i Aten, åtta matcher i herrarnas vattenpoloturnering i samband med de olympiska vattenpolotävlingarna 2008 i Peking och fem matcher i herrarnas vattenpoloturnering i samband med de olympiska vattenpolotävlingarna 2012 i London.